# Stictoptera manuselensis
Stictoptera manuselensis là một loài bướm đêm trong họ Noctuidae.